# Villars-Gryon
Villars-Gryon est un domaine skiable relié, situé sur le territoire des stations de sports d'hiver de Villars-sur-Ollon et de Gryon, dans le canton de Vaud dans les Alpes suisses.  

## Domaine skiable

### Villars
Villars offre le domaine le plus étendu des deux sous-domaines. Son point culminant est de 2 107 mètres, légèrement en dessous du Grand Chamossaire. Il est accessible depuis le village par une télécabine 8 places construite en 2006. Le Col de Bretaye - cœur du sous-domaine - est également relié depuis l'autre extrémité du village par le chemin de fer Bex-Villars-Bretaye en provenance de la gare de Bex et passant par Gryon. Les pistes principales du sommet ont été tracées au-delà de la limite de la forêt, sur les pentes du Roc d'Orsay (gare d'arrivée de la télécabine à 1 952 m), du Grand Chamossaire (gare d'arrivée à 2 107 m), du Petit Chamossaire et de Chaux Ronde (1 987 m). Le sous-secteur offre un dénivelé total maximum de 835 mètres. Le téléski de la Combe d'Orsay, implanté sur un versant opposé, est moins souvent en fonctionnement que le reste des remontées mécaniques.
Le Grand Chamossaire est desservi depuis le col de Bretaye par un télésiège 6 places débrayable. Le Petit Chamossaire l'est également par un télésiège 6-places construit en 2011. Le snowpark de Villars-Gryon a été aménagé sur les pentes de Chaux-Ronde. De nombreuses possibilités de freestyle sont également offertes sur ce sous-domaine. Le retour en station s'effectue principalement par une longue piste de difficulté bleue.
Depuis 2017 un télésiège débrayable 4-places (TSD4 Conche - Mi-Laouissalet) remplace l'ancienne installation permettant de relier Villars aux Diablerets. Une piste bleue rejoint La Rasse (1 351 m), point de départ d'un court téléski (TK Gryonne) partant en direction du sous-domaine de Gryon.
La saison hivernale se termine généralement à la mi-avril sur ce sous-domaine.

### Gryon
Moins étendu, le sous-domaine de Gryon est également légèrement moins élevé. Son point culminant est à 1 987 m, juste en dessous de Chaux Ronde (2013 m) (Croix des Chaux (2 020 m)). La télécabine 4-places de construction déjà ancienne atteignant  Les Chaux à 1 774 m, part depuis la Barboleuse, cœur de la station relativement excentrée du village. Un long télésiège 4 places débrayable part de Sodoleuvre (1 442 m) pour rejoindre le sommet du secteur à 1 987 m d'altitude. La piste bleue qui part du sommet et rejoint la station offre un dénivelé total maximal de près de 750 m. Le petit sous-secteur des Ernets est desservi par un unique téléski et par trois pistes comparativement courtes. La saison hivernale s'y termine généralement début avril.
La station de Villars-Gryon coopère sur une offre forfaitaire commune avec les regroupements de stations :
- des Alpes Vaudoises (225 km de pistes et 70 remontées mécaniques);
- de Gstaad Alpes Vaudoises Superpass (Alpes Vaudoises + Gstaad Mountain Ride, 420 km de pistes et 116 remontées mécaniques);
- des Diablerets (hors secteur Glacier 3000, soit un total de 100 km de pistes et 34 remontées mécaniques).

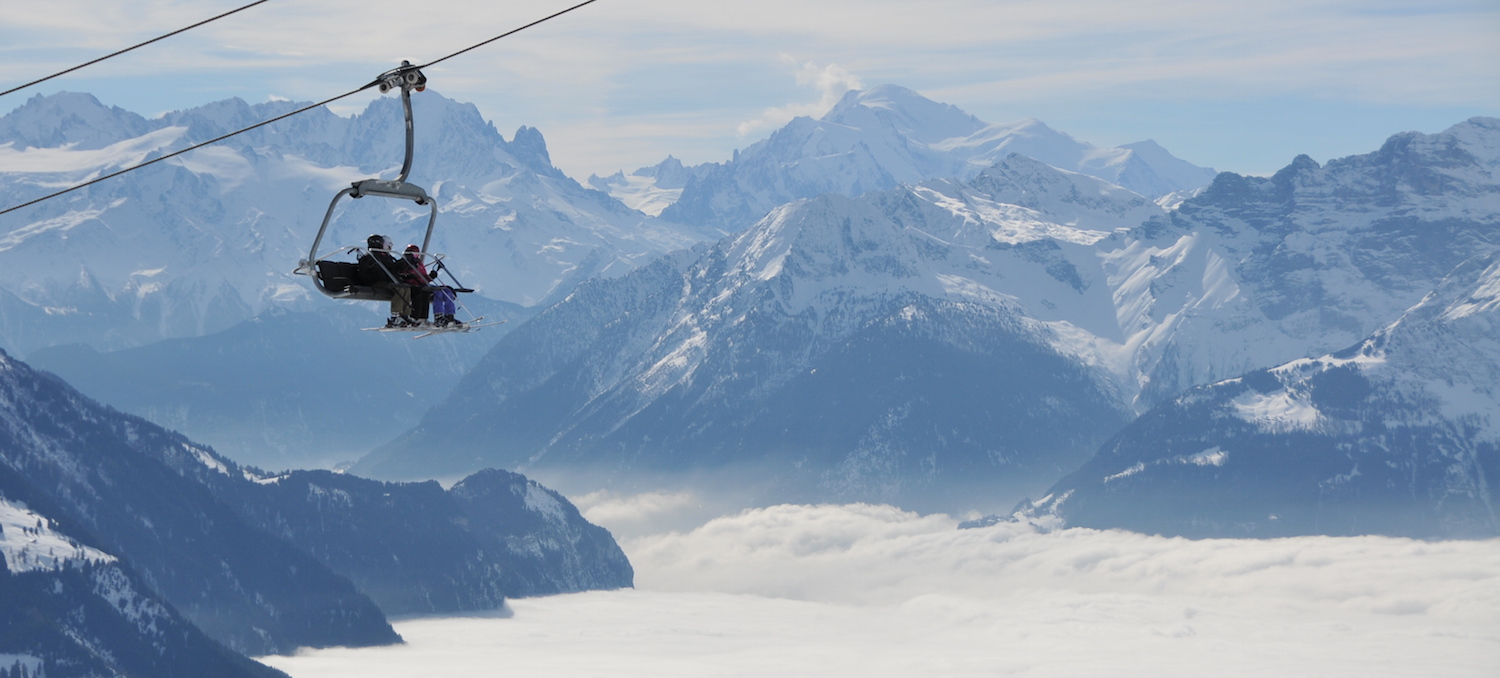
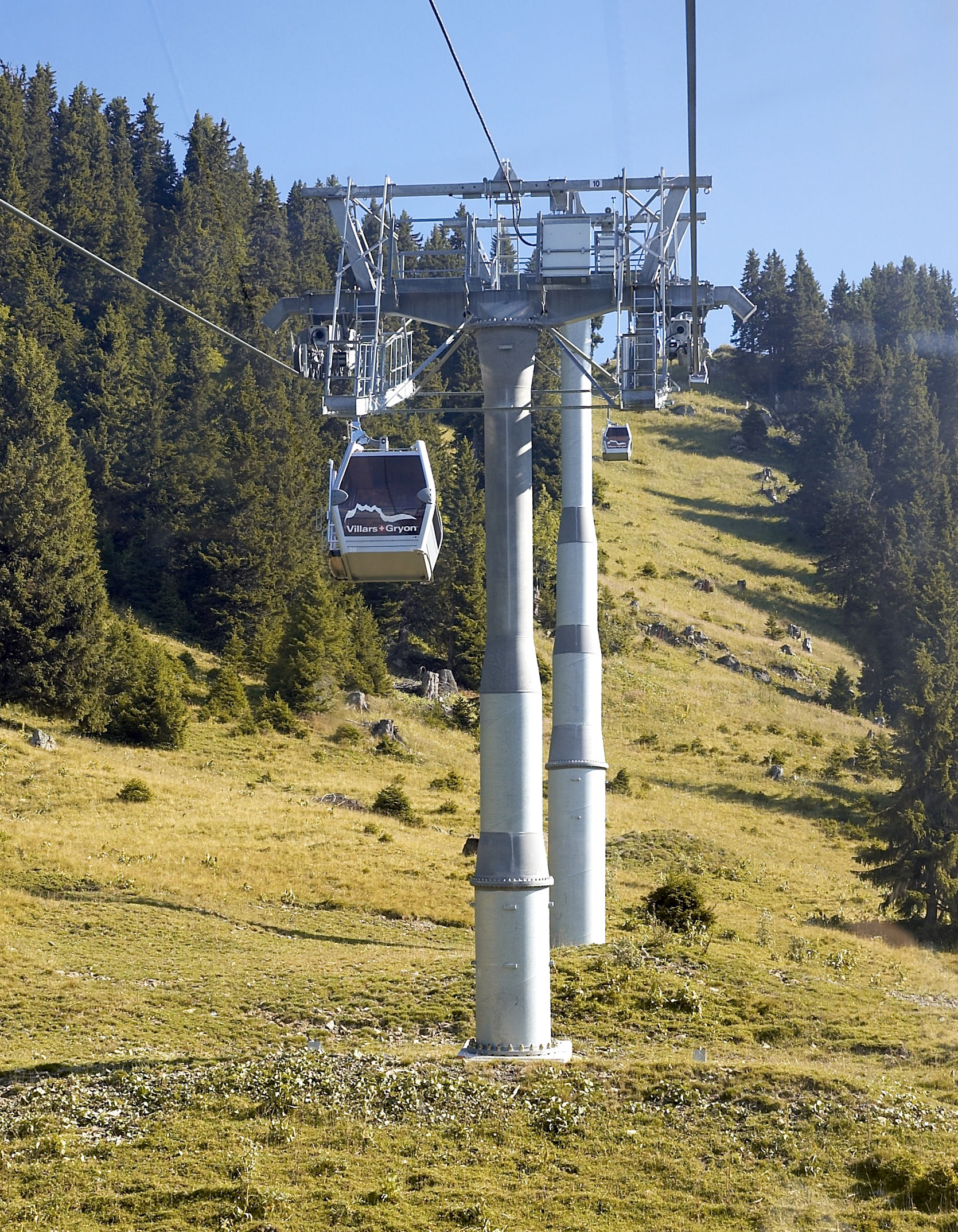
Dans un télécabine du Roc d'Orsay.
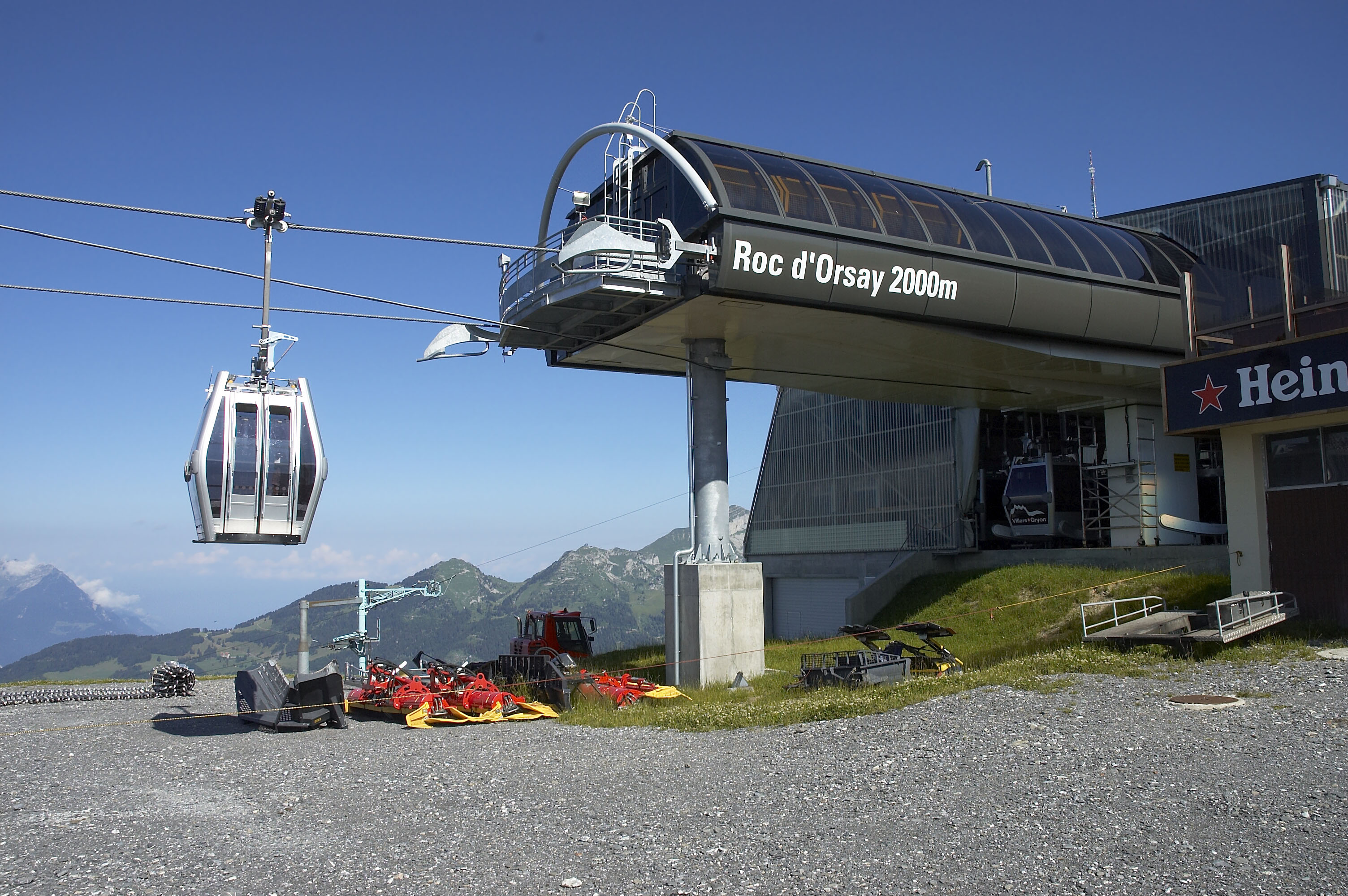
Gare d'arrivée du télécabine du Roc d'Orsay
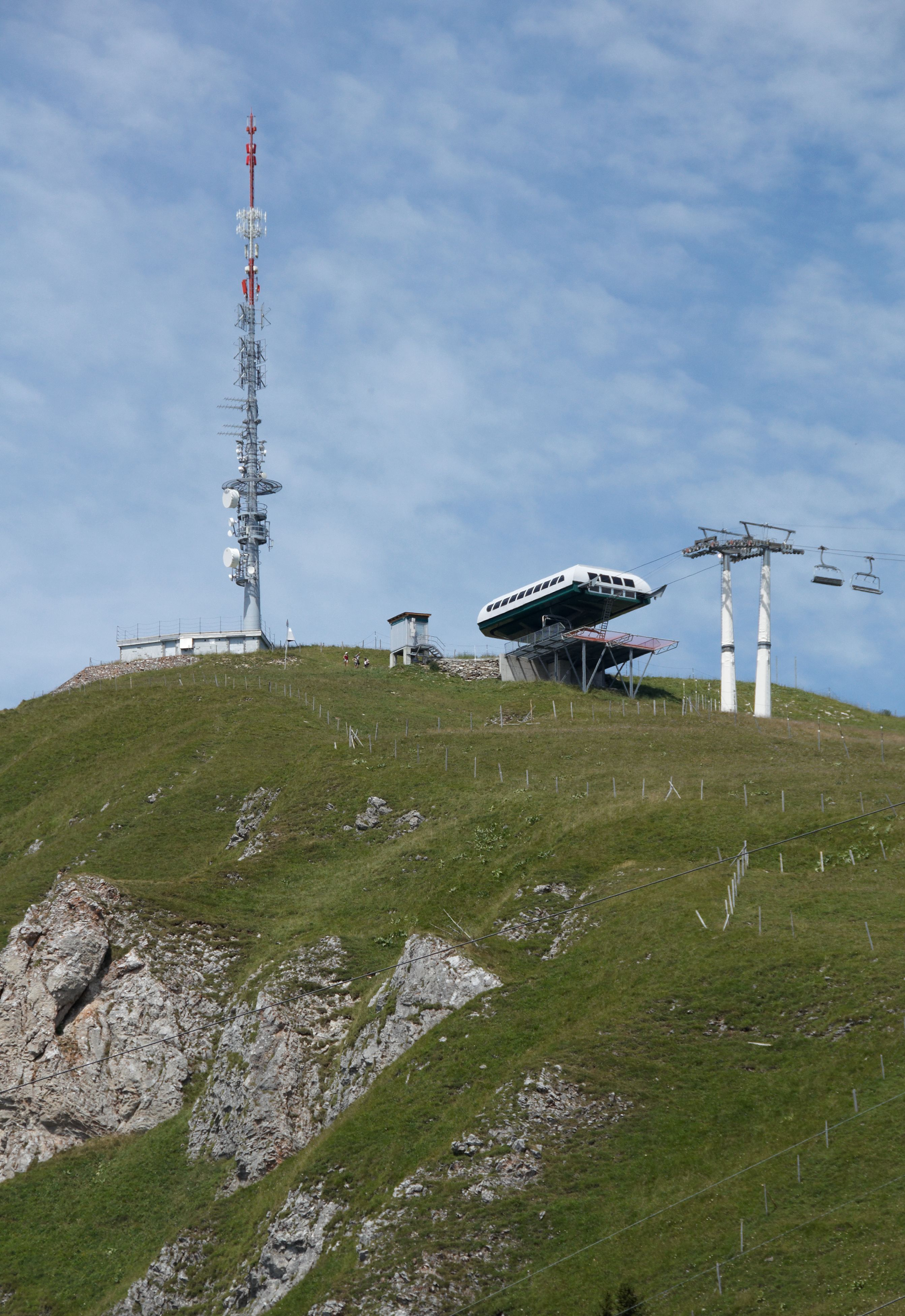
Gare d'arrivée du télésiege Bretaye - Le Grand Chamossaire à 2 107 m.
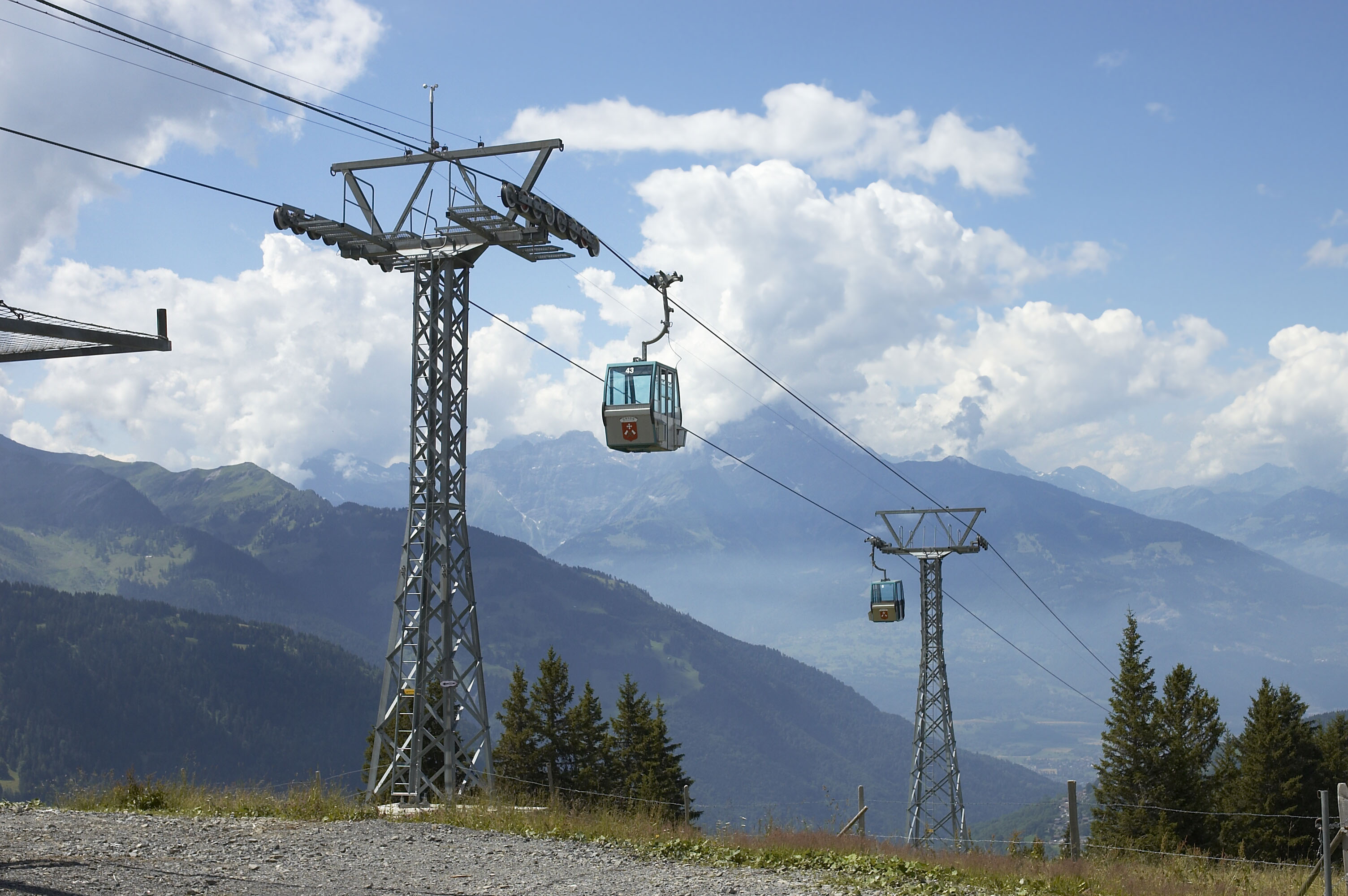
Télécabine Barboleuse - Les Chaux sur le domaine de Gryon.

## Jeux olympiques de la jeunesse d'hiver de 2020
Le domaine skiable de Villars-Gryon accueillera les épreuves de skicross des Jeux olympiques de la jeunesse d'hiver de 2020, qui se dérouleront du 10 au 19 janvier 2020. Parmi les autres sites retenus pour ces jeux olympiques de la jeunesse figurent, Lausanne, ville hôte, qui recevra les épreuves de sports de glace, Les Diablerets le ski alpin, Leysin le freestyle, Le Brassus le ski de fond, Les Tuffes en France voisine le saut à ski, le combiné nordique et le biathlon.
C'est lors de sa 128e session à Kuala Lumpur, le 31 juillet 2015, que le Comité international olympique a porté son choix sur la ville de Lausanne, face à son unique concurrente, la ville roumaine de Brașov, pour organiser ces jeux olympiques de la jeunesse d'hiver.